# Stromsparer-Plakette
Die Stromsparer-Plakette ist ein Gütesiegel für Elektrogeräte, die im Bereitschaftsbetrieb kaum Strom verbrauchen sowie einfach und vollständig ausschaltbar sind.
Sie wird von der Aktion No-Energy in Zusammenarbeit mit Audio Video Foto Bild seit 2004 für Geräte der Unterhaltungselektronik vergeben.
Seit Juni 2007 gibt es eine neue, erweiterte Stromsparer-Plakette mit neuem Design. Diese wurde auf der Woche der Umwelt beim Bundespräsidenten vom Umweltbundesamt gemeinsam mit der Verbraucherzentrale Bundesverband und den Zeitschriften Audio Video Foto Bild und Computer Bild der Öffentlichkeit vorgestellt.
Mit der erweiterten Stromsparerplakette dürfen Hersteller solche Elektrogeräte versehen, die
- einen Netzschalter haben, der leicht zugänglich, gut sichtbar und eindeutig gekennzeichnet ist;
- keinen Strom verbrauchen, sofern sie mit dem Netzschalter ausgeschaltet wurden;
- im Bereitschaftsmodus weniger als 1 Watt an Leistung aufnehmen;
- die oben genannten Eigenschaften im Rahmen eines Tests von Computer Bild oder Audio Video Foto Bild nachweisen konnten.

Sie hat das Aussehen einer in grüner Farbe gezeichneten stilisierten Steckdose mit der Aufschrift „Stromsparer! No-Energy. Mit Unterstützung des Umweltbundesamtes“ sowie dem Logo einer der beiden Zeitschriften.